# Трансатлантичний корабель (фільм)
Трансатлантичний корабель (англ. Transatlantic) — американська комедійна драма режисера Вільяма К. Говарда 1931 року. В 1932 році фільм отримав премію «Оскар» за найкращу роботу художника-постановника.

## Сюжет
Фільм про фотографа, якому волею долі вдається вирватися з штату провінційної газети у багатий і розкішний світський світ великого міста. Залишилося всього лише не впасти назад…

## У ролях
- Едмунд Лоу — Монті Грір
- Луїс Моран — Джуді Крамер
- Джон Голлідей — Генрі Д. Грем
- Ґрета Ніссен — Сігрід Карлін
- Мірна Лой — Кей Грем
- Джин Гершолт — Рудольф / Джед Крамер
- Ерл Фокс — Гандсом
- Біллі Беван — Годкінгс